# Miloš Knorr
Miloš Knorr (20. září 1918 Slezská Ostrava – 1. července 2008 New York, USA) byl veterán druhé světové války, generálmajor, jeden ze tří československých vojáků, kteří se účastnili v červnu 1944 vylodění spojenců v Normandii, poválečný důstojník amerických zpravodajských služeb, odbojář a osobnost boje proti nacistické a komunistické diktatuře.

## Život

### První republika
Miloš Knorr se narodil ve Slezské Ostravě 20. září 1918. Po skončení první světové války se rodina přestěhovala do Ivančic. Otec Miloše Knorra Robert Knorr byl v Ivančicích ředitelem národní školy. Miloš Knorr vychodil obecnou školu a následně absolvoval studium na ivančickém gymnáziu, kde maturoval v roce 1936. Matka Miloše Knorra pocházela z lékařské rodiny a zasazovala se o to, aby Miloš pokračoval ve studiu medicíny. Nakonec se ale Miloš přiklonil k přání otce, aby se stal vojákem z povolání, a nastoupil k dragounům. Základní vojenskou službu (u 6. dragounského pluku) skončil v roce 1936 a od roku 1937 začal studovat (s vynikajícím prospěchem) Vojenskou akademii v Hranicích. Podpis mnichovské dohody v roce 1938 jej zastihl už jako důstojníka prvorepublikové československé armády u Jezdeckého útvaru v Brně.

### Druhá světová válka

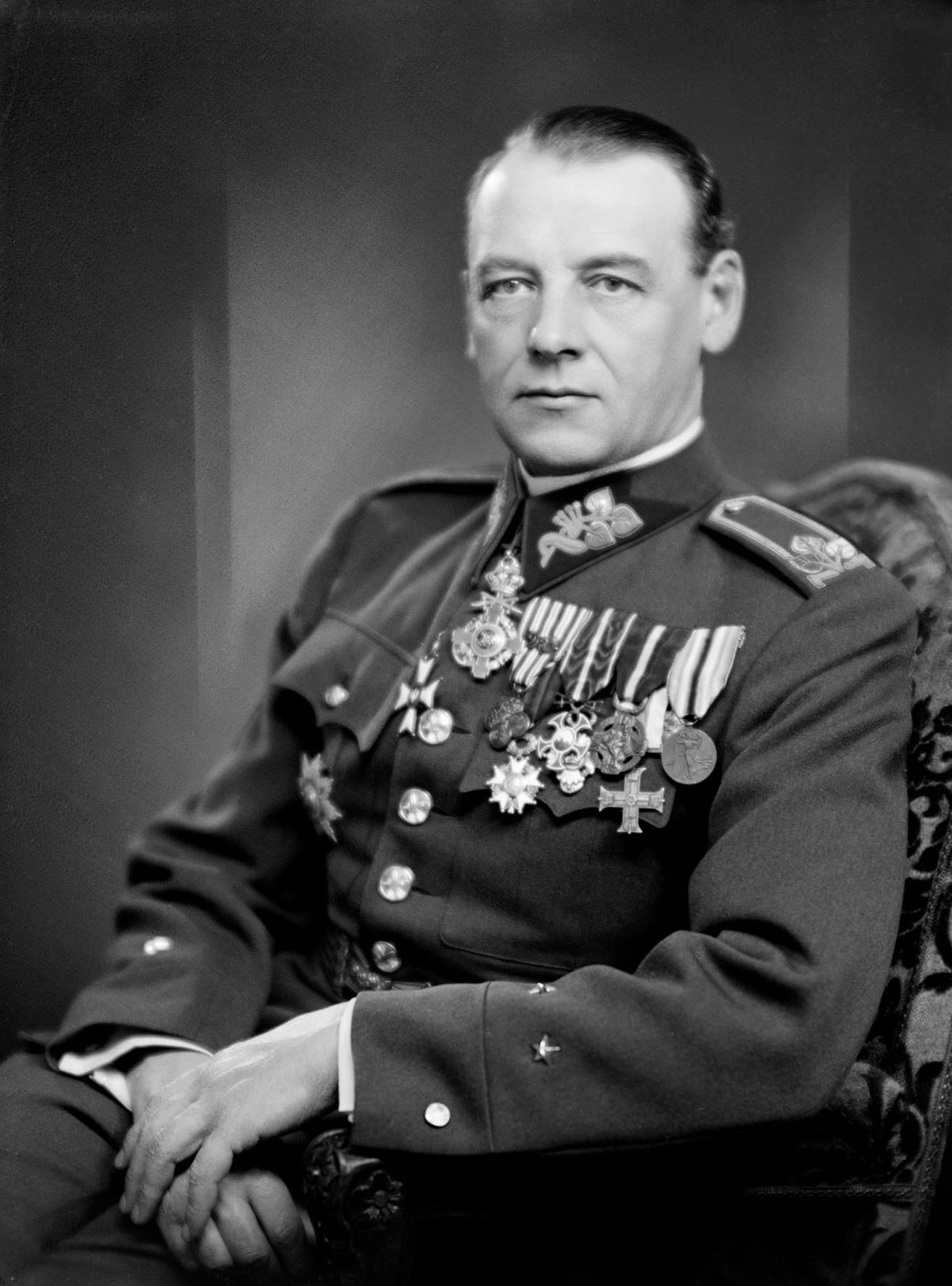
Generál Rudolf Viest (ilustrační foto)

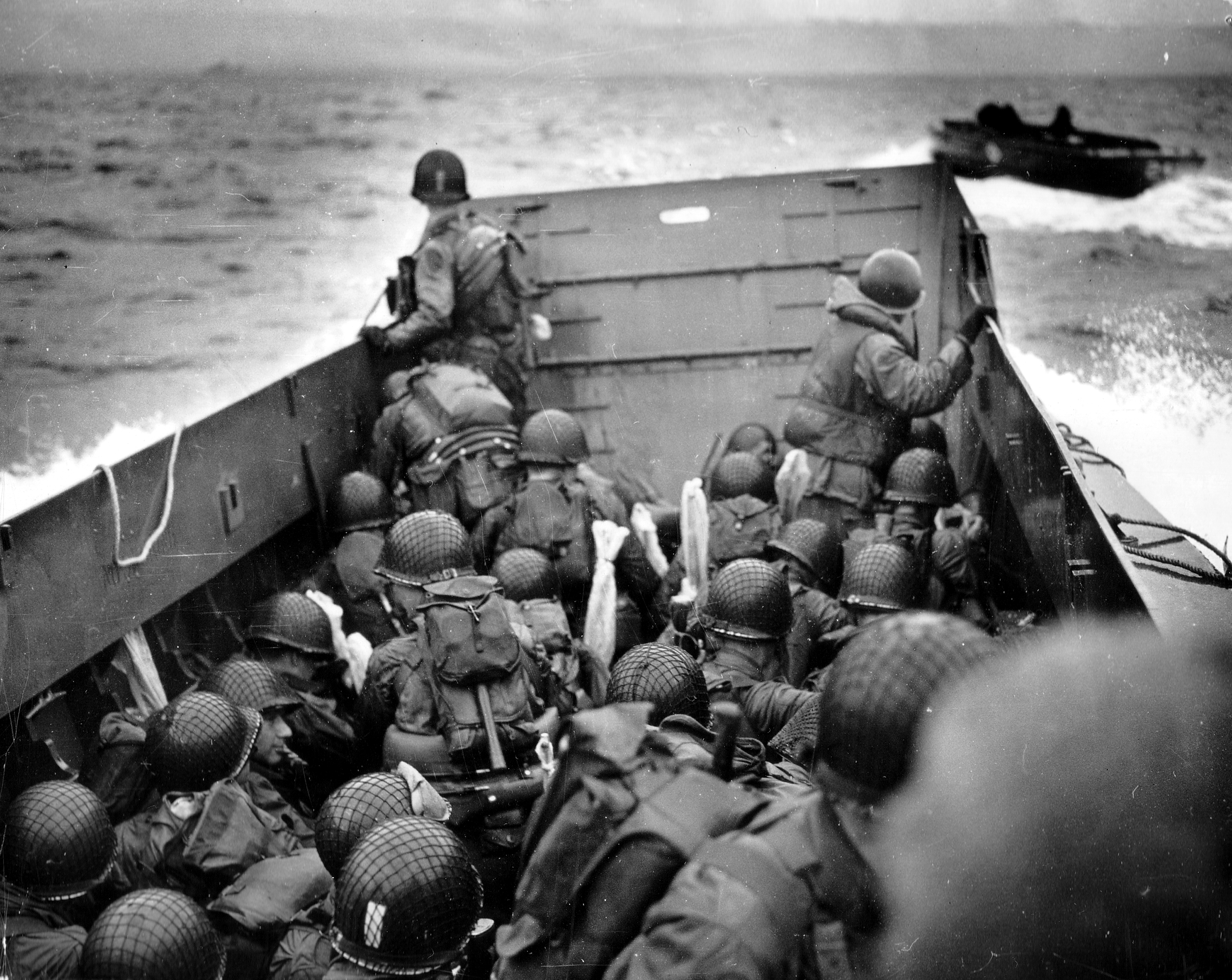
Vyloďovací člun (ilustrační foto)

V říjnu 1939 emigroval za hranice protektorátu Knorrův přítel René Černý. Tou dobou bývalý poručík Miloš Knorr pracoval v Ivančicích jako obecní tajemník. Gestapo zatklo nejen Knorra, ale i další bývalé důstojníky a všichni zatčení byli až do Vánoc 1939 drženi na brněnských vysokoškolských kolejích, které byly (po uzavření českých vysokých škol Němci) používány namísto vězení. Po propuštění z vazby opustil bývalý prvorepublikový důstojník Miloš Knorr 4. února 1940 hranice protektorátu. Přes Slovensko, Maďarsko a severní Afriku se dostal do Francie, kde se přihlásil koncem března 1940 do armády. Nejprve byl ve výcvikovém táboře ve francouzském Agde u Béziers. Následně byl jmenován pobočníkem generála Rudolfa Viesta (Rudolf Viest zastával funkci velitele 1. československé divize ve Francii). Po napadení Francie Němci (v květnu 1940) musel Knorr spolu s ostatními příslušníky československé armády urychleně opustit Francii. Byli evakuováni do Velké Británie. Tady byl Miloš Knorr zařazen (v červenci 1940) ke štábní rotě 1. československé divize v Anglii. V roce 1943 byl Knorr přidělen k předzvědnému pluku 43. britské divize v přímořském městě Eastbourne v jižní Anglii. Jazykově byl velmi dobře vybaven a u této divize zastával funkci velitele čety a zpravodajského důstojníka. Se svým vojenským zařazením byl ale nespokojen. Chtěl bojovat proti nacistickému Německu. Všechny jeho žádosti o převelení k bojové jednotce ale jeho nadřízení zamítali. V červnu 1944 byl pluk, kde Knorr sloužil, nasazen do druhé invazní volny do Normandie. Špatné počasí a rozbouřené moře znemožnilo přistání lodi. Posádka musela čekat pět dní na moři před přístavním městem Le Havre, několik kilometrů od normandské vesnice Ouistreham. Vojáci 43. předzvědného pluku se pokusili vylodit 24. června 1944. V okamžiku, kdy loď vytáhla kotvy a zapnula motory, došlo na plavidle k výbuchu, loď se rozlomila na dvě části a zadní polovina s většinou vojáků se začala pomalu potápět. Plavidlo zachvátil požár a celá posádka lodi se musela urychleně evakuovat. Bilance ztrát byla následující: z celkového počtu téměř 600 mužů jich 180 zahynulo, 150 bylo zraněno a se zbylými pak přesunuto do Velké Británie. Miloš Knorr přežil. Byl zároveň jediným Čechoslovákem ve druhé vlně invaze – vylodění spojenců v Normandii. (V první vlně nebyl žádný Čech a ve třetí invazní vlně byli dva.) Po této námořní katastrofě následovala reorganizace pluku. Při této reorganizaci bylo zjištěno, že Miloš Knorr se invaze neměl vůbec účastnit a do akce byl zařazen nezákonně. Jeho statut československého důstojníka (přiděleného k britským a francouzským jednotkám) byl limitován tím, že byl určen pouze pro službu na území Velké Británie a nesměl se (de jure) účastnit bojových akcí v těchto armádách. Velitel divize – bývalý královský pobočník – uplatnil pozapomenutý (leč stále platný) zákon, který umožňoval (při splnění zvláštních podmínek) službu cizinců v britské armádě. Aby se formálně mohl Miloš Knorr stát členem vojenské jednotky, v níž Čechoslováci nebyli, jmenovali ho dočasným poručíkem Jeho královského Veličenstva (Jiřího VI.) po dobu války a bez nároku na plat. Miloš Knorr získal statut prozatímního britského důstojníka. Za svoje válečné zásluhy získal řadu ocenění. Od krále Spojeného království a britských dominií Jiřího VI. obdržel Miloš Knorr za svoji účast v bojích Řád britského impéria. Jako dočasný britský poručík (zpravodajec) prošel Miloš Knorr s předzvědným plukem Francií, Belgií a Holandskem až do oblasti Bremerhavenu mezi Brémami a Hamburkem, kde jej, již v hodnosti kapitána, zastihl konec druhé světové války. Na konci druhé světové války jako český zpravodajec v britské uniformě doprovázel Miloš Knorr vlaky, jimiž byli převáženi českoslovenští vězni z koncentračních táborů v Německu (například z KT v Bergen-Belsenu) zpět do vlasti. Dne 6. května 1945 se britský štáb dozvěděl, že v Praze vypuklo povstání. Britský velící generál odeslal kapitána Miloše Knorra do Prahy a na cestu rozbombardovaným a válkou zničeným Německem jej vybavil džípem a instrukcemi, ať v Praze zůstane, dokud toho bude zapotřebí. Do Prahy Knorr dorazil až 12. května 1945.

### Po druhé světové válce (1945 až 1948)
Po skončení druhé světové války se Miloš Knorr vrátil do Československa. Společně se svým přítelem Reném Černým založili a vedli „Klub spojeneckých důstojníků“. Zároveň oba studovali Vysokou školu válečnou v Praze. Studia na této škole Knorr ukončil s vynikajícím prospěchem (byl druhým nejlepším ve svém ročníku). V roce 1947 začal na Vysoké škole válečné v Praze pracovat jako pomocný profesor všeobecné taktiky. Po „vítězném“ Únoru 1948 a nastolení komunistické vlády pocítil Miloš Knorr (jako voják západní armády) záhy na vlastní kůži nové politické změny. Těsně před únorem 1948 onemocněl záškrtem a byl hospitalizován. Po propuštění z nemocnice (jen několik dnů po komunistickém převratu) již na Vysoké škole válečné v Praze nebyl žádoucím a společně s dalšími důstojníky západních armád s ním byl rozvázán pracovní poměr. („Odejit“ byl i velitel školy – armádní generál Alois Liška, bývalý velitel 1. československé samostatné obrněné brigády.) Dne 15. března 1948 byl (v hodnosti majora) Miloš Knorr převelen ke 12. tankové brigádě ve Šternberku, kde měl zastávat funkci velitele tankového praporu. Tehdy se začal aktivně připravovat (spolu se svým přítelem majorem René Černým) na opuštění Československé republiky.

### Útěk „za kopečky“

Znak KSČ (ilustrační foto)

Před druhou světovou válkou se Knorr v Ivančicích kamarádil s jistým Miroslavem Muchou. Ten po 15. březnu 1939 odešel mimo hranice protektorátu a později zahynul jako letec ve službách RAF v Anglii. Miroslav Mucha měl staršího bratra Františka Muchu. Ten byl vystudovaným právníkem a předúnorovým členem KSČ, který po skončení druhé světové války nastoupil do služeb ke Státní bezpečnosti. V roce 1948 působil Dr. František Mucha jako přednosta Oblastní úřadovny Státní bezpečnosti ve Znojmě. Knorr kontaktoval Dr. Františka Muchu a požádal jej, aby jeho, Černého a Černého snoubenku převedl bezpečně přes hranice. Zároveň Knorr kontaktoval zástupce amerického vojenského atašé, který mu slíbil, že mu přepraví osobní věci do Vídně. Dohodli se také, že až Miloš Knorr dorazí do Vídně, může se přihlásit na americkém velvyslanectví.
René Černý ale začal organizovat přechod přes hranice za pomoci jiného převaděče. Podplacení celníci měli umožnit přejezd auta (s Knorrem, Černým, Černého snoubenkou a ještě jedním párem) přes moravsko-rakouskou hranici po nějaké osamělé polní cestě. Knorr tuto variantu považoval za riskantní (příliš mnoho podplacených osob, nápadný automobil, příliš mnoho převáděných osob (5)), ale nakonec souhlasil. Termín akce byl stanoven na 1. květen 1948 a výchozím bodem bylo Znojmo.
Po únorovém převratu následovala první vlna čistek v československé armádě a po ní koncem dubna 1948 čistka druhá. Při ní byl „odejit“ náčelník štábu Knorrovy brigády a na jeho místo byl dne 29. dubna 1948 navržen Miloš Knorr. Podmínkou převzetí této funkce byl ale vstup do KSČ. Knorr si vzal čas na rozmyšlenou do pondělí 3. května 1948 a počítal s tím, že tou dobou již bude dávno v Rakousku.
V sobotu 1. května 1948 dorazil Knorr se zpožděním na domluvenou schůzku s Černým. Na smluveném místě ovšem již nikdo nebyl. Černý a spol. byli asi za hodinu po domluveném čase schůzky ve Znojmě zadrženi na hranicích příslušníky OBZ (Obranného zpravodajství). Ti se o pokusu o ilegální přechod hranic dozvěděli od jednoho z podplacených celníků.
Knorr strávil následující noc u Dr. Františka Muchy – velitele znojemské StB. Druhý den ráno jej Mucha odvezl k řece Dyji na hranice, kde na ně již čekal Muchův agent (převaděč). Ten s Knorrem přebrodil řeku a dovedl ho do hájovny na rakouské straně hranice.

### Směr Vídeň
S jižní Moravou sousedil rakouský Weinviertel, který byl součástí sovětské okupační zóny v Rakousku. Skutečně v bezpečí se ocitl ilegální emigrant teprve po překonání sovětského okupačního pásma a dosažení okupačního pásma některého západního státu v rozdělené Vídni. Průchod sovětským okupačním pásmem až k Vídni nebyl bezpečný. Hrozil střet se sovětskou vojenskou hlídkou, setkáni s agentem sovětské tajné služby nebo kontakt s udavačem nebo spolupracovníkem sovětských okupačních orgánů z řad místních obyvatel. Relativní blízkost československé státní hranice dávala podnět i k úvaze o tom, že na rakouském území bude operovat i mnoho agentů československých zpravodajských služeb (a to především z řad OBZ).
Miloš Knorr použil svůj britský vojenský průkaz a peníze (šilinky). Za pomoci těchto atributů přemluvil hajného, aby jej nechal u sebe v hájovně, zavolal do Vídně na americkou ambasádu a přiměl je k tomu, aby si jej z hájovny vyzvedli. V hájovně strávil Knorr pouhý den. Dne 3. května 1948 pro něho z Vídně přijela zvláštní „transportní skupinka“. Sestávala z muže, ženy a kojence, kterého žena třímala v náruči. Skupina disponovala několika lahvemi whisky a padělaným osobním průkazem určeným pro Miloše Knorra. Průběh průchodu každou z celkem pěti sovětských kontrol byl identický: V okamžiku, kdy ruský voják prohlížel Knorrův falešný průkaz, žena štípla kojence a ten se rozplakal. Dětský pláč a láhev whisky urychlili průchod kontrolou. Skupinka nakonec doputovala do Vídně, ale Knorr v Rakousku zůstat nechtěl a ihned ve Vídni požádal o britské vízum. Druhý den ve Vídni navštívil Miloš Knorr americkou ambasádu. Příslušníci zpravodajské služby armády Spojených států (CIC = Counter Inteligence Corps) již o jeho přítomnosti věděli a ubytovali jej ve svém hotelu.

### Ve službách Američanů

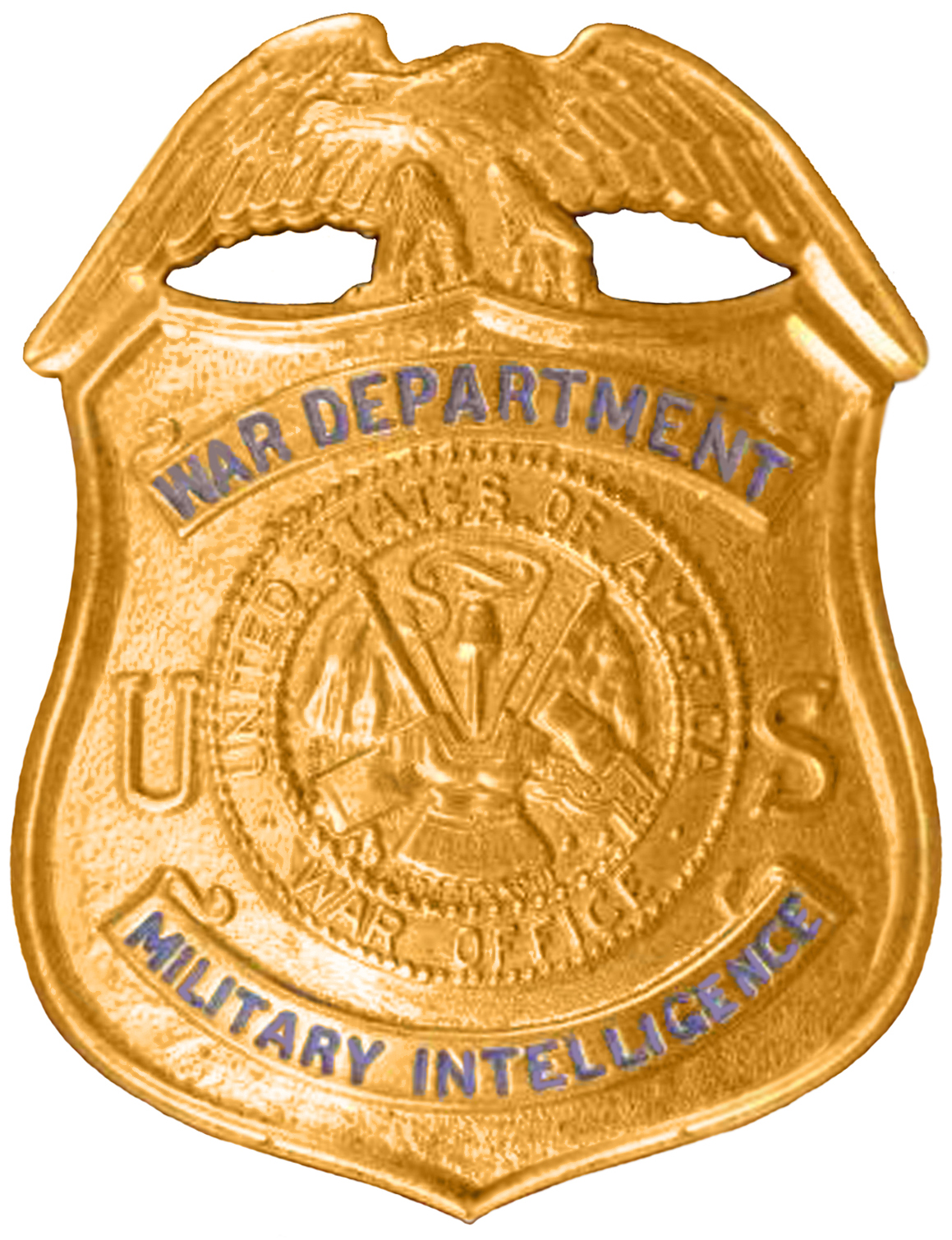
Odznak agenta CIC (ilustrační foto)

Čekatele na vízum Miloše Knorra požádali Američané o pomoc s tříděním a prověřováním uprchlíků a se zařizováním jejich odchodu do amerického pásma. Nově příchozí uprchlíci z Československa přicházeli ve velkém počtu do Vídně a Američané potřebovali osobu, která se s nimi byla schopna domluvit. Oddělení, ve kterém Miloš Knorr pracoval, odbavovalo denně až několik desítek uprchlíků; prověřováni byli jen zběžně a Američanům bylo jasné, že šance odhalit mezi tisíci uprchlíky agenty nebo spolupracovníky komunistických tajných služeb z nově zformovaného „tábora míru“ byla nízká. Tři roky po konci druhé světové války byla Vídeň stále rozdělena do několika okupačních sektorů. Američané se snažili uprchlíky co nejrychleji předisponovat do amerického okupačního pásma v Rakousku a Německu i s tím rizikem, že mezi nimi budou neodhalení nepřátelští agenti. Kromě prověřování uprchlíků měl Knorr na starosti i zajišťování jejich ubytování jakož i organizování jejich přesunů mezi sovětským a americkým okupačním pásmem. „Běžní“ uprchlíci byli převáděni převaděči, ale osoby, které se těšily zvýšenému zájmu Američanů, byly vybavovány falešnými rakouskými osobními průkazy. Do těchto průkazů, získávaných přímo od rakouské policie, Miloš Knorr a jeho lidé umisťovali fotografie. Průkazy sloužily vícekrát: poté, co se osoby podařilo převést sovětským okupačním pásmem, byly jim tyto průkazy opět odebrány a vráceny Rakušanům. Během dvouměsíčního (květen a červen 1948) působení Knorra pro CIC Vídeň se podařilo přesunout z Vídně do amerického pásma v Rakousku několik stovek uprchlíků.

### V Anglii (druhá polovina roku 1948)

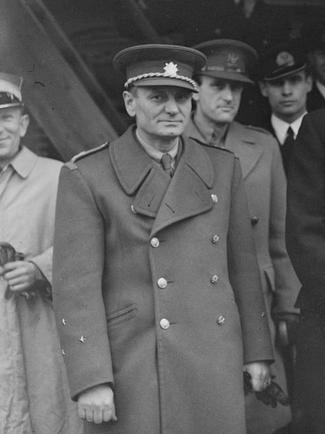
Generál Sergej Ingr (ilustrační foto)

Po dvou měsících ve Vídni, kde Miloš Knorr vedl českou sekci americké vojenské zpravodajské služby, obdržel britské vízum a chystal se na odlet do Anglie, kde měl řadu známých ještě z doby druhé světové války – z doby své služby v britské armádě. V Anglii se Miloš Knorr marně snažil sehnat zaměstnání. Nakonec kontaktoval představitele československého exilu – válečného ministra obrany československé vlády v Anglii (v roce 1948 nejvyššího vojenského exilového činitele) generála Sergěje Ingra. Generál Ingr doporučil Knorrovi návrat do Vídně a obnovení spolupráce s Američany. Na podporu svého tvrzení sdělil Knorrovi, že se připravuje založení skupin zpravodajců složených z bývalých československých občanů a emigrantů při britské, francouzské a americké vládě. Zatímco Britové a Francouzi tato jednání nekomplikovali, Američanům se krytí polosamostatných zpravodajských útvarů řízených československým exilovým vedením příliš nezamlouvalo. Pokud by Knorr dále působil v amerických službách mohlo by to ulehčit tato vyjednávání. Na základě setkání s Ingrem se Miloš Knorr rozhodl pro návrat na evropskou pevninu. Přelet vojenským letadlem do německého Wiesbadenu a odtud do Vídně Knorrovi zajistilo americké velvyslanectví. Do Vídně dorazil Knorr ještě před Vánocemi 1948.

### Opět ve Vídni (roky 1949 až 1951)
Miloš Knorr začal pracovat ve Vídni opět pro zpravodajskou službu armády Spojených států (CIC). Ve službách pro CIC tak ve Vídni prožil tři roky. Charakter jeho činnosti byl téměř identický s tím, co pro Američany dělal v létě roku 1948, protože příliv uprchlíků ze zemí „tábora míru“ (tj. z Východu) ani v letech 1949 až 1951 neustával.
Pohovorem s každým uprchlíkem bylo nutno zhruba zjistit cíl jeho emigrace, tedy do jaké země chce nakonec emigrovat a co od svého života v exilu očekává. Následně bylo třeba se o exulanta ve Vídni postarat a co nejdříve jej bezpečně odsunout pryč z Vídně.
Další z činností Knorra (a lidí v jeho skupině) byla detekce případných nepřátelských agentů, kteří infiltrovali do poněkud nepřehledné masy uprchlíků. Během výslechů uprchlíků se Knorr a jeho lidé snažili vytěžit zpravodajsky užitečné informace týkající se ostrahy československé státní hranice jakož i bezpečnostní, politické a hospodářské situace v Československu.
Převádění uprchlíků přes sovětské okupační pásmo se neobešlo bez podpory rakouské policie, která pravidelně dodávala menší množství pravých osobních, nevyplněných průkazů. Do těchto osobních průkazů Miloš Knorr a jeho lidé zapisovali falešná rakouská jména. Skupiny uprchlíků cestovaly vlakem nebo autobusem za doprovodu průvodce obvykle do nějaké stanice před hranicemi pásma. Tam vystoupili a za pomoci průvodce tajně pěšky přecházeli hranice. Po přechodu hranice vybral průvodce od uprchlíků osobní průkazy a převezl je zpět k dalšímu použití.
Uprchlíci, kteří se pokusili na vlastní pěst projít sovětským okupačním pásmem, byli obvykle zachyceni Rusy. V lepším případě následovalo navrácení do Československa (a odsouzení k vysokému trestu), v horším pak byli odvezeni do SSSR.
Rovněž časté byly i plánované únosy osob zpět do Československa. Jednalo se o uprchlé osoby, na kterých měli komunisté z nějakých důvodů mimořádný zájem. Za tímto účelem ve Vídni působili i členové různých tajných služeb komunistických zemí, s nimiž navíc (za peníze) spolupracovala i řada místních obyvatel, případně uplacení příslušníci ozbrojených sil západních států (např. kauza kolem skupiny amerických vojenských policistů, kteří za úplatu předávali Rusům uprchlíky).
Miloš Knorr (jako Čech ve službách americké vojenské zpravodajské služby) byl potenciálním cílem obdobného únosu. (Členové jeho rodiny byli v Československu a byli rovněž ohroženi. Musel proto dodržovat jisté „bezpečnostní“ konspirační zásady: během svého pobytu ve Vídni užíval Miloš Knorr krycí jméno Mr. Peter, někdy major Peter; vlastnil americký průkaz na jméno George Campbell; měl dva rakouské osobní průkazy. Pokud musel opustit Vídeň a vydat se do amerického pásma, byla mu zapůjčena americká uniforma s průkazem, jenž byl vystaven na jeho krycí jméno, aby mohl bezpečně přejet sovětské okupační pásmo.

### Vsuvka: československá státní bezpečnost

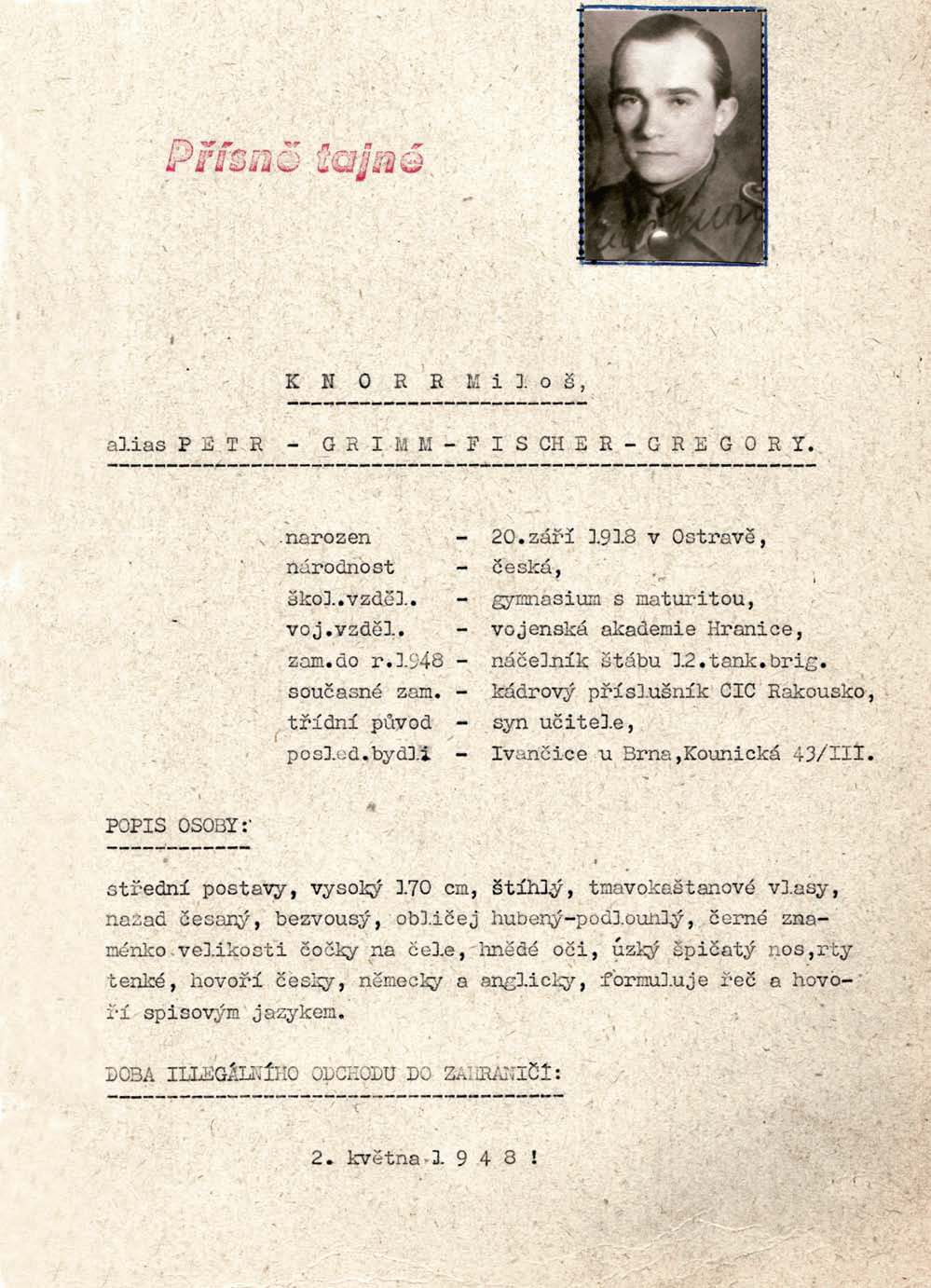
Osobní karta ze spisu, který československá státní bezpečnost (StB) vedla na Miloše Knorra (ABS)

Matka Miloše Knorra zemřela brzy po skončení druhé světové války na útrapy věznění v koncentračním táboře. Otec Miloše Knorra druhou světovou válku přežil, ale StB mu ztrpčovala život.
StB považovala Miloše Knorra za vedoucího české sekce americké vojenské rozvědky ve Vídni, který posílal své agenty do Československa. Také byl dáván do souvislosti s vyloupením stranického sekretariátu rakouské komunistické strany. Stb o Knorrovi věděla, že řídí vysílání desítek agentů do Československa. Zároveň se StB domnívala, že i on sám opakovaně překročil státní hranice a vrátil se pod cizí identitou do Československa, aby získal zpravodajské informace pro českou sekci americké vojenské rozvědky. Ve skutečnosti ale zprávy, které kurýři rozvědky přiváželi z Československa byly zpravodajsky bezcenné v porovnání s náklady vynaloženými na jejich získání. Miloš Knorr po nějaký čas úkoloval i agenta Ladislava Malého, který byl problémovým agentem dobrodružné povahy. Nakonec s ním Miloš Knorr ztratil spojení. (Agent Ladislav Malý se nakonec zapletl do Babického případu.)
Aby StB přiměla Miloše Knorra k návštěvě Československa (a mohli jej zatknout) snažili se k tomu zneužít Knorrova otce. Knorrova otce StB pravidelně navštěvovala v Ivančicích, sledovala jej a setrvale jej přesvědčovala, aby se se synem sešel a přiměl jej k návratu do vlasti. Dokonce Knorrovu otci StB umožnila vycestovat do Vídně, kde se se svým synem mohl setkat. K návratu Miloše Knorra do Československa ale nedošlo. Československá Státní bezpečnost (StB) sledovala aktivity Miloše Knorra až do roku 1974 kdy byl jeho svazek uložen definitivně do archivu. (To již byl Knorrův otec několik let po smrti.)

### V Německu (roky 1951 až 1955)

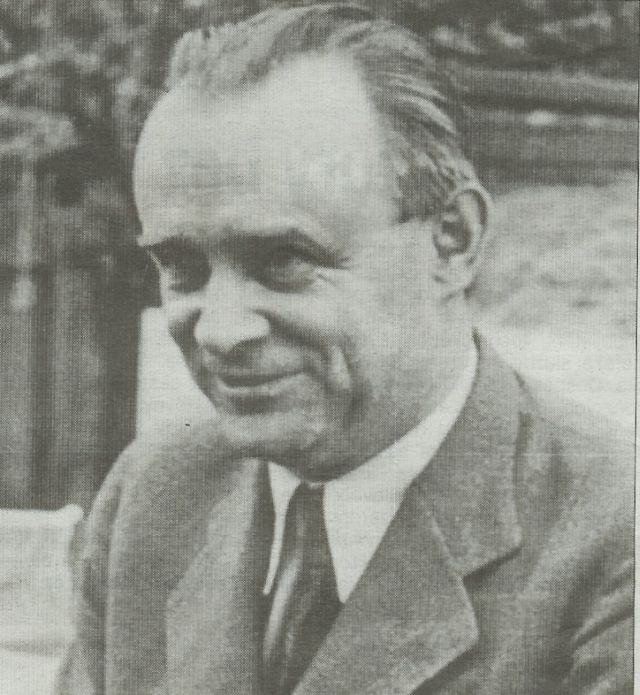
Generál František Moravec

V roce 1951 byl Miloš Knorr převelen do Německa ke skupině generála Františka Moravce, která byla založena na přelomu let 1949/1950. Tímto krokem se Knorr stal aktivním účastníkem československého protikomunistického odboje. Mnozí českoslovenští exulanti (zejména ti, kteří před svým odchodem na Západ působili v ozbrojených složkách) v období přelomu čtyřicátých a začátku padesátých let dvacátého století vyvíjeli (zpočátku na vlastní zodpovědnost, později ve spolupráci s armádami a tajnými službami vítězných mocností) aktivní činnost namířenou proti stávajícímu komunistickému režimu v Československu s cílem jeho destrukce a svržení. Exulanti organizovali práci zvláštních zpravodajských skupin. Ty byly podřízeny Američanům, Britům nebo Francouzům. Tyto skupiny vysílaly na československé území tzv. „agenty-chodce“. (Jako agenti – chodci byli používáni exulanti, kteří odešli z Československa po Únoru 1948.) Agenti-chodci přecházeli hranice a na území Československa plnili různé zpravodajské úkoly (zjišťovali počty a rozmístění vojenských a policejních posádek, stav komunikací, letišť, průmyslu, připravovali převody osob, zakládali a organizovali zpravodajské sítě, mrtvé a živé schránky apod.).
Skupina generála Františka Moravce pracovala pro Američany; během své existence se v ní vystřídala celá řada známých osobností zahraničního protikomunistického odboje (například Antonín Bartoš nebo manžel popravené JUDr. Milady Horákové, Dr. Bohuslav Horák); v době, kdy zde působil Miloš Knorr (1951 až 1955) pracovalo ve štábu necelých dvacet osob; skupina disponovala deseti až dvaceti „agenty – chodci“.
V hierarchii skupiny generála Františka Moravce zastával Miloš Knorr funkci vedoucího operativy a kromě toho se staral i o finance (rozděloval peněžní prostředky na jednotlivé akce). Kromě práce pro skupinu generála Moravce jezdil Knorr ještě nějaký čas do Vídně. Ve Vídni organizoval podpůrnou síť pro agenty (ubytování, falešné doklady apod.), kteří přecházeli přes Rakousko. Po nějakém čase Vídeň opustil a všechny operace nadále řídil pouze z Německa.
Kolem roku 1953 byly zpravodajské aktivity postupně redukovány. Vysílání agentů – chodců na Východ bylo stále obtížnější úměrně s tím, jak se zlepšovala ostraha československých hranic se západními státy. (Skupina generála Moravce proto agenty posílala později již jen ze západního Berlína.) V roce 1954 byl generál František Moravec odvolán z vedení zpravodajské skupiny. Miloš Knorr si nedlouho po odvolání Moravce podal žádost o odchod ze služby a současně si zažádal o americké vízum. V létě roku 1955 vízum do Ameriky Miloš Knorr obdržel.

### Vsuvka: skupina generála Františka Moravce
Po komunistickém převratu v Únoru 1948 opustil generál František Moravec 29. března 1948 Československo a za pomoci britské zpravodajské služby odešel do své třetí emigrace. V tehdejším Západním Německu se postavil do čela Special service company (SSC), zpravodajské organizace řízené a financované Spojenými státy americkými. V letech 1951 až 1952 generál František Moravec řídil skupinu OKAPI vysílající do Československa agenty pro sběr informací.
Skupina generála Františka Moravce pracovala jako součást americké vojenské kontrašpionáže a přispěla k uspíšení konce kariéry generálního tajemníka komunistické strany Rudolfa Slánského, který byl odpovědný za spuštění masových perzekucí v Československu po vítězném Únoru 1948. Miloš Knorr pracoval ve skupině OKAPI, která zaslala šifrovaný dopis Rudolfu Slánskému. V tomto dopisu mu nabízela bezpečný odchod za hranice. Navíc dopis obsahoval i varování před nebezpečím, které Slánskému hrozilo jako komunistovi židovského původu, neboť vysoce postavení komunisté židovského původu byli ve stejné době v Polsku, Maďarsku i Sovětském svazu popravováni na Stalinův příkaz. Československá Státní bezpečnost (StB) zadržela dopis ještě dříve, než se mohl k „velkému metaři“ – Rudolfu Slánskému dostat, protože Slánský (ač po Klementu Gottwaldovi nejvýše postavený komunista) byl již tou dobou sledován. O existenci zadrženého šifrovaného dopisu adresovaného Slánskému byl údajně informován i sám Stalin a nařídil váhajícímu Klementu Gottwaldovi okamžité zatčení Rudolfa Slánského. Ten byl nakonec dne 23. listopadu 1951 v pozdních večerních hodinách zadržen a předán do ruzyňské věznice. Ve vykonstruovaném politickém procesu (Proces s protistátním spikleneckým centrem Rudolfa Slánského) bylo vyneseno 11 rozsudků smrti. Hlavní obviněný Rudolf Slánský byl společně s ostatními odsouzenými popraven oběšením 3. prosince 1952 v pankrácké věznici. To bylo definitivní fiasko operace Velký metař, kterou plánovala skupina OKAPI a jejímž cílem bylo unést na Západ generálního tajemníka KSČ Rudolfa Slánského. Navíc byla Moravcova skupina infiltrována agenty StB. V 50. letech dvacátého století byla zpravodajská činnost Moravcovy skupiny postupně omezována, až byla zastavena úplně.

### V Americe (léta 1955 až 2008)
V roce 1955 přiletěl Miloš Knorr (ve věku 37 let) do USA a začal pracovat u velké zajišťovny – Insurance Company of North America. Po několika letech se vypracoval na místo ředitele evropského zastoupení v Haagu. Následujících dvacet šest let své pracovní kariéry strávil v pojišťovnictví: byl patnáctkrát ředitelem evropské pobočky; založil a po tři léta vedl kanadskou pobočku a dva roky pobočku v New Yorku. V roce 1981 odešel do penze, když před tím zastával funkci „senior viceprezident“ společnosti pro zpětné zajištění INP Re. Jako poradce několika společností a člen několika správních rad působil Miloš Knorr i po roce 1982.
Ve 43 letech se Miloš Knorr oženil se sedmadvacetiletou Američankou Betty Lee, se kterou se už dříve seznámil v Nizozemsku, kde pracovala jako zaměstnankyně amerického ministerstva zahraničí. Spolu s manželem finančně podporovala uprchlíky z tehdejšího Československa a stejně jako on pracovala pro americkou CIA. V devadesátých letech s manželem několikrát navštívila Česko. Pomáhala také s obnovou Českého domu ve Washingtonu. Zemřela 9. ledna 2023 ve věku 89 let.

### Po Sametové revoluci
Poprvé navštívil Československo (respektive později Českou republiku) v roce 1991 a od té doby sem jezdil pravidelně (až do svého skonu v roce 2008). Československá obec legionářská jej navrhla (za významný podíl v boji za národní osvobození) do hodnosti generálmajora ve výslužbě. Tuto hodnost (generálmajor) Miloši Knorrovi slavnostně udělil prezident republiky Václav Havel dne 8. května 1995.
Generálmajor Miloš Knorr zemřel v roce 2008 v New Yorku. Urna s jeho ostatky  byla v září roku 2018 pietně s vojenskými poctami uložena vojenským kaplanem Milanem Novotným do rodinného hrobu na ivančickém hřbitově.

### Sebehodnocení
Při rozhovorech s českými historiky a publicisty si Miloš Knorr nejvíce považoval svého působení v Americe v civilní etapě svého života, která byla z hlediska jeho kariéry nejdelší a kde, jako exulant, obstál v tvrdém konkurenčním prostředí amerického pojišťovacího byznysu. Na druhém místě hodnotil pozitivně i tu část svého působení ve Vídni, kde pomáhal získat svobodu velkému množství utečenců a ulehčil jim jejich start do života v exilu na Západě.
Na práci v Německu ve skupině generála Františka Moravce raději ani nevzpomínal, odmítal o ní hovořit a až do konce svého života se ji snažil vytěsnit ze své mysli.
Měl jsem v životě úspěch v mnoha věcech, ale nemohu to říct o práci u Moravce. Činnost Moravcovy skupiny nebyla moc úspěšná. Nevím, jestli vůbec anebo nakolik zprávy našich agentů ovlivnily Američany. Tady mám obavy. Ani se tím, že jsem tam byl, nechci moc chlubit.
Miloš Knorr v rozhovoru s publicistou, žurnalistou a spisovatelem Karlem Pacnerem,